# Jeanne Ire de Dreux
Pour les articles homonymes, voir Jeanne Ire.
Jeanne Ire de Dreux, née en 1345, morte en 1346, comtesse de Dreux, et dame de Montpensier, est la fille de Pierre Ier, comte de Dreux, et d'Isabeau de Melun.
Son père mourut alors qu'elle n'avait pas encore un an, mais elle ne lui survécut que peu de temps. Sa tante Jeanne II de Dreux lui succéda.